# بوابة باب المردوم

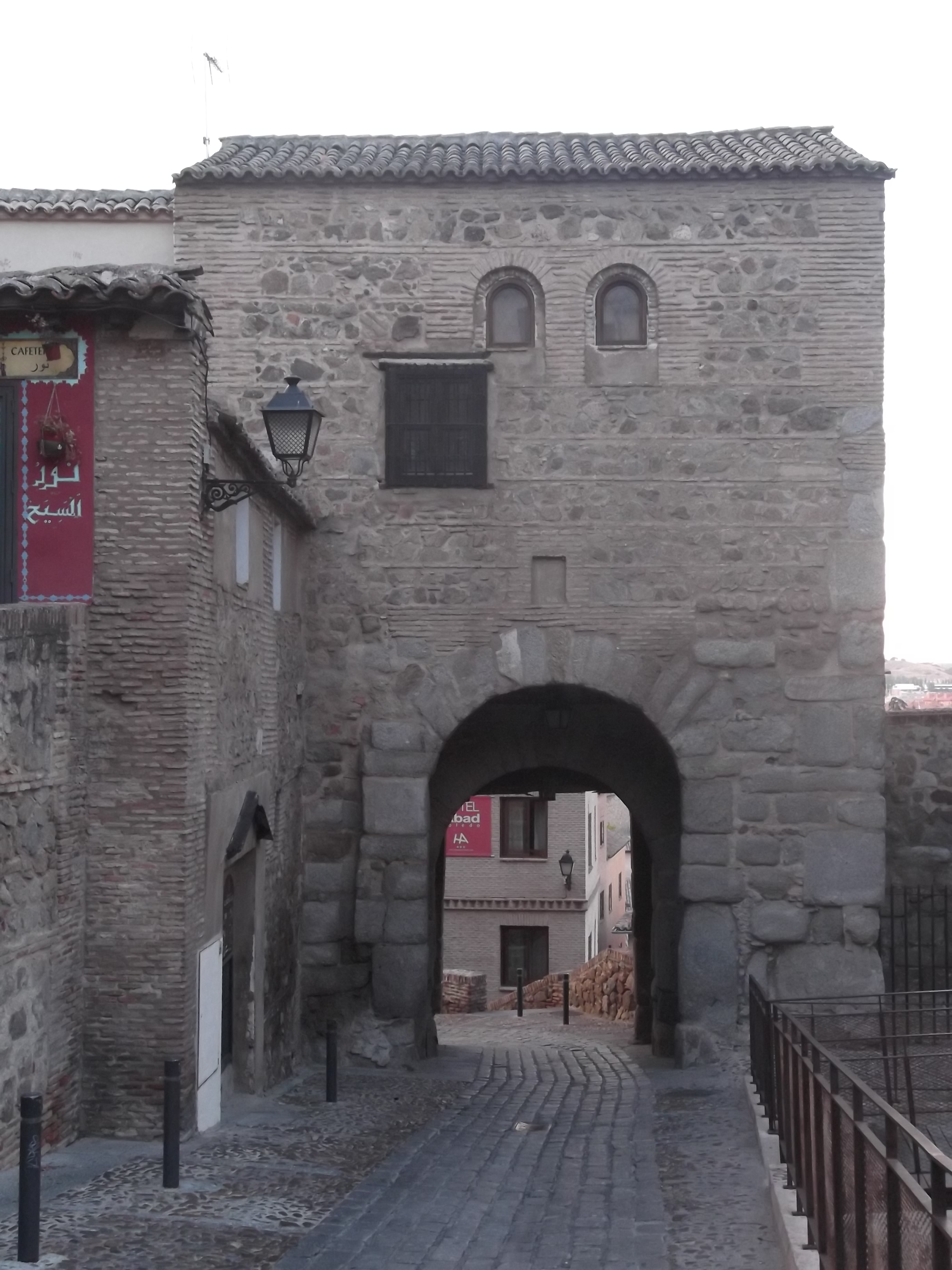
بوابة باب المردوم/ بالماردون.

بوابة باب المردوم (بالإسبانية: Puerta Bab al-Mardum)‏ أو بوابة بالماردون (بالإسبانية:  Puerta de Valmardón)‏ هي أحد المداخل الرئيسية في مدينة طليطلة في إسبانيا. تم بناءها في القرن العاشر، وربما تعد البوابة الأقدم في المدينة. ويقع على مقربة منها مسجد باب المردوم. وهي بوابة تدل على فن المعمار قديمًا. وقد استمدت وظيفتها من الجهة الأخرى لها والتي تحمل اسم بويرتا ديل سول أي بوابة الشمس. وربما كانت تحمل اسم المردوم، حيث أن بالماردون تعني الخشن، وجاءت المحاكاة اللفظية لها باللغة العربية.